# 11019 Гансрот
11019 Гансрот (11019 Hansrott) — астероїд головного поясу, відкритий 25 квітня 1984 року.
Тіссеранів параметр щодо Юпітера — 3,516.